# Azeo
Azeo (in greco antico: Ἀζεύς?, Azeús) è un personaggio della mitologia greca. Fu re dei Mini di Orcomeno.

## Genealogia
Figlio di Climeno e Budea, Azeo era fratello di Ergino, Stratio, Arrone e Pileo.  
Non è stato tramandato il nome della moglie, ma fu il padre di Attore, suo successore.

## Mitologia
Azeo, assieme i suoi fratelli e sotto il comando di Ergino, mosse guerra contro Tebe, per vendicarsi dell'assassinio di suo padre, che era stato ucciso dai Tebani nel corso di una festa dedicata a Poseidone.
Nonostante fosse il fratello più giovane, successe al padre dopo la sua morte.